# 南柱赫
南柱赫（1994年2月22日—），韓國模特兒、男演員。2013年10月，透過品牌「Songzio Homme」時裝秀舞台正式出道成為模特。2014年4月，透過演出樂童音樂家《200%》的MV而受到注目；同年6月首次參演電視劇，以tvN《剩餘公主》作為演員正式出道。

## 個人經歷

### 早期生活
1994年2月22日，南柱赫出生於釜山市影島區東三洞，名字由祖父所取，寓意著「南方閃耀的支柱」，畢業於上里小學、蒼龍中學、水一高中，以及首爾湖西藝術實用專門學校。從七歲到小學二年級和父親兩人生活在釜山市佐川洞，後來才搬回影島區，想見母親卻斷了聯繫，直到獲取聯繫方式後，在16歲的國中三年級才與母親一同搬到京畿道水原市生活，也因此從慶南中學轉至蒼龍中學，後來出道後至今則居住在首爾。南柱赫在小學時曾訓練跆拳道，但一直作出相反的收尾動作，只到綠帶就因為無法升級而停止訓練。之後在2006年至2008年就讀慶南中學時，成為一名籃球運動員，也是南柱赫最初的夢想，後來卻因為過度練習導致小腿骨折與脛骨腫塊接受了兩次手術，而終止了他的運動員生涯，不過打籃球讓他擁有187.1公分的身高，使得此時身邊的人開玩笑地建議他嘗試做模特兒，成為他決定做模特兒的契機。直到南柱赫高三時受到張基龍與安宰賢的影響，才確立成為模特兒是他的夢想。
南柱赫成為模特時曾獲得首爾湖西藝術實用專門學校三個月獎學金，他表示因為童年家境拮据，曾連續吃了一個月的泡麵省錢，出道以前也打工幫忙分擔家計，在經濟條件變好後，希望能讓那些因為金錢壓力想放棄學業的孩子多點機會，而向母校水一高中捐贈了3000萬韓元。

### 個人生活
2017年4月24日傳出與曾在電視劇《舉重妖精金福珠》中合作的演員李聖經熱戀緋聞，經紀公司YG娛樂向雙方確認過之後發聲明稿表示：「兩人一直從模特兒時期就很好，最近逐漸發展成戀人關係」，證實了傳聞，但2017年8月18日傳出因繁忙的行程，導致倆人關係疏遠，所以決定回歸到之前的前後輩關係，經紀公司YG娛樂已向兩人確認後表示兩人確實已分手。

## 演藝事業

### 2013–2014：模特兒時期與演藝圈出道
2013年，20歲的南柱赫參加了首爾湖西藝術實用專門學校主辦的模特大賽《9Elite Young Model Contest》獲得第一名後，與KPLUS簽訂了模特合約，並進入了首爾湖西藝術實用專門學校的模特與表演藝術學士班就讀至畢業 。
2013年10月，在“2014 S/S Collection Songzio Homme”時裝秀舞台正式出道成為模特。。
2014年2月，隨著KPLUS正式被YG娛樂收購，南柱赫同時屬於兩家公司。之後在2020年3月離開YG娛樂，4月6日與Management SOOP簽訂專屬合約。
2014年4月，透過樂童音樂家《200%》和《Give Love》的MV首次公開亮相；7月以固定嘉賓身分開始出演JTBC實境秀《我去上學啦》，逐漸為人所知，在節目中與康男的有趣互動被節目組取名為「康拉麵主」，並藉此收獲不少關注和人氣；8月首次參演的電視劇播出，在tvN浪漫愛情喜劇《剩餘公主》中飾演大學生朴大發一角，劇中與金瑟琪的互動，引起網路廣泛討論，並在演藝圈正式出道。

### 2015–2017：首次主演戲劇與人氣上升

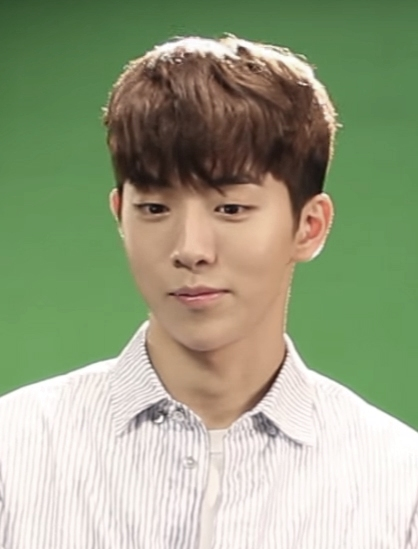
2015年的南柱赫

2015年4月，與金所泫搭檔主演KBS月火連續劇《Who Are You－學校2015》中的游泳天才韓以安一角而人氣高漲，也因此獲得第四屆大田電視劇節男子新人賞及2015 KBS演技大賞人氣賞；9月，出演先前在《我去上學啦》結識的康男《Chocolate》MV；10月，在MBC月火連續劇《華麗的誘惑》中搭檔金賽綸飾演男主角陳亨宇的少年時期。
2016年1月，在tvN月火連續劇《奶酪陷阱》飾演開朗的男孩權恩澤一角，是與李聖經首度共同出演的電視劇；7月，在tvN實境綜藝節目《一日三餐》農村篇第3季高敞篇擔任身為老么的固定嘉賓；8月，首次出演古裝劇，在SBS月火連續劇《月之戀人－步步驚心：麗》中飾演十三太子王伯牙一角；11月，與李聖經搭檔主演MBC水木連續劇《舉重妖精金福珠》中的體育大學游泳天才鄭俊亨一角，是南柱赫二度飾演游泳運動員，在進步的演技上受到好評，也在海外獲得不錯的反響，使得南柱赫的Instagram粉絲數量大幅增加。

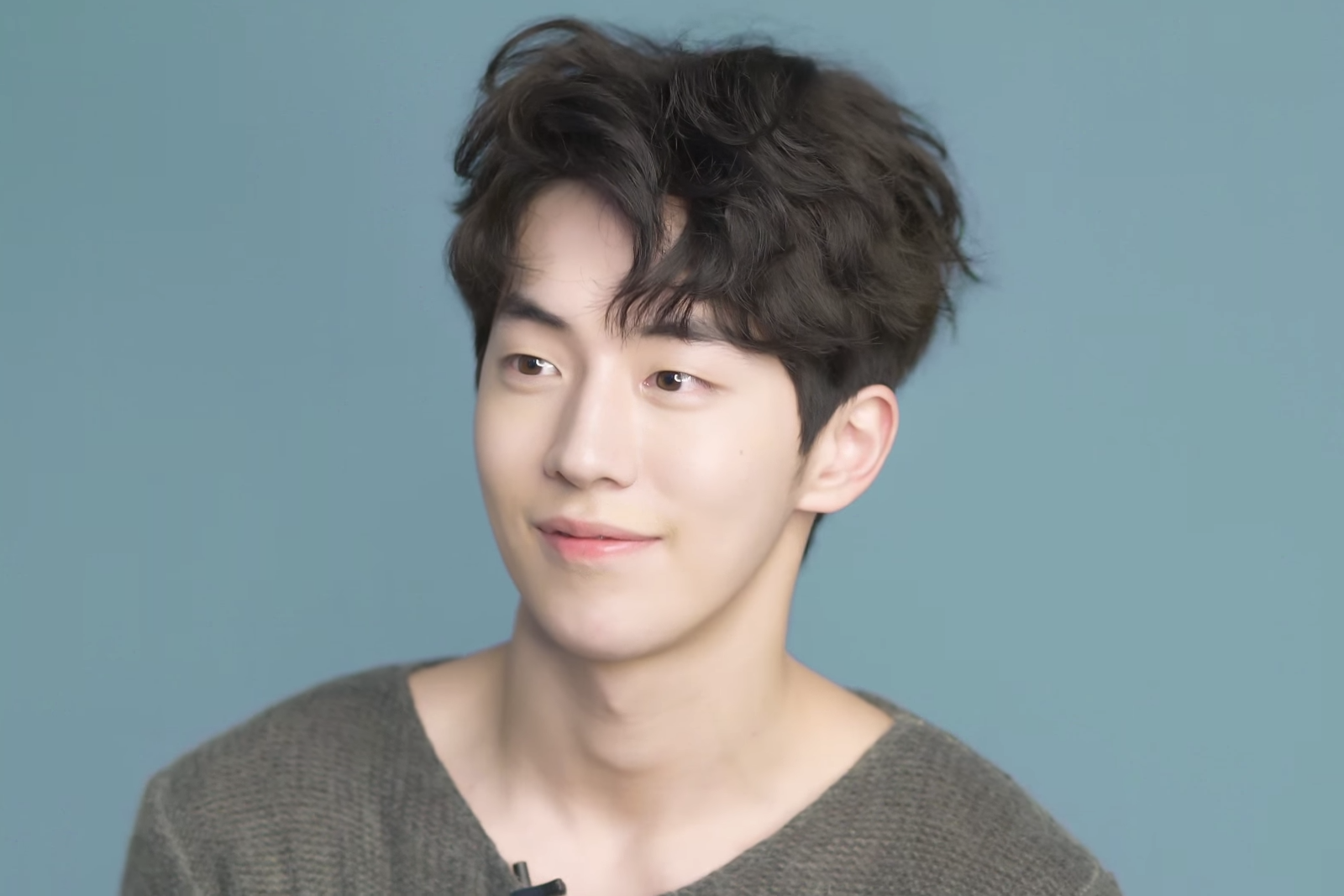
正在拍攝 BEAUTY+ 2017年4月號的南柱赫

2017年7月，與申世景搭檔主演tvN月火連續劇《河伯的新娘 2017》中降落人間的水神河伯一角，卻在造型、表情及發音過於尷尬、生硬而受到觀眾批評，甚至被稱之為「花瓶」，而面對演技遭到質疑的南柱赫則表示：「雖然聽到很多批評，但我始終懷抱著感恩的心情，也虛心接受自己的不足。」。

### 2018–2019：首次出演電影與演技進步

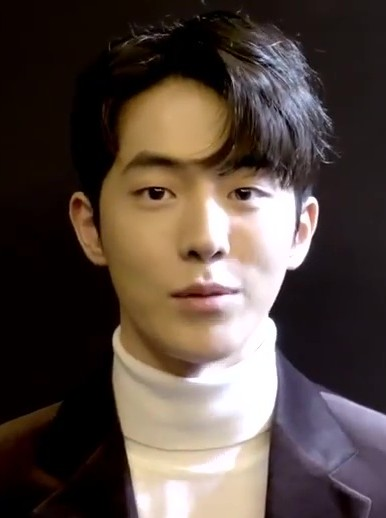
2018年10月5日 南柱赫出席在釜山舉行的「Marie Claire Asian Star Awards 2018」

2018年9月，首次在大銀幕上亮相，與趙寅成聯合主演耗資215億韓圜的歷史戰爭電影《安市城》，在片中飾演接到淵蓋蘇文的秘密指令的太學學子世武一角，也憑藉此片獲得第38屆韓國電影評論家協會獎男子新人獎、第2屆The Seoul Awards電影部門最佳男新人獎及第39屆青龍電影獎最佳男子新人獎等多項大獎。

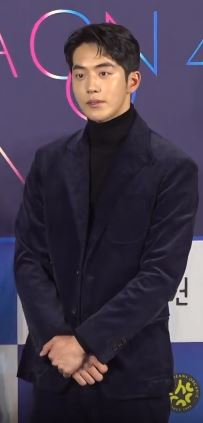
2019年10月28日 南柱赫出席在首爾星聚匯汝矣島店舉行的「第40屆青龍電影獎手印活動」

2019年2月，與金惠子及韓志旼主演JTBC月火連續劇《耀眼》，在劇中飾演李俊河一角，是南柱赫首次主演100%事前製作劇，也是與《舉重妖精金福珠》的編劇金秀珍二度合作。在這部作品中，南柱赫有別以往飾演了複雜心境的角色，但在眼神及口條等演技上表現得極其自然，演技的大幅進步備受觀眾好評，更是被譽為演活了李俊河這個角色，成為南柱赫第一個人生角色，擺脫兩年前在《河伯的新娘 2017》被冠上的「花瓶」稱號。

### 2020–2021：簽訂新經紀公司連發三作

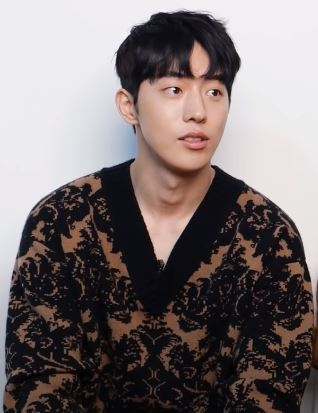
2020年12月23日 南柱赫與韓志旼接受Marie Claire關於《喬瑟與老虎、魚》的採訪

2020年4月6日，Management SOOP正式公佈與南柱赫簽訂專屬合約；9月，與同屬新經紀公司的鄭裕美搭檔主演Netflix原創劇集《非常校護檔案》，在劇集中飾演幫助女主角安恩英守護校園和平的漢語教師洪仁杓一角；10月，與經紀公司同門的裴秀智搭檔及金宣虎合作主演tvN週末連續劇《Start-Up：我的新創時代》，飾演三山科技創始人南道山一角，卻因為人設問題引發爭議，導致在話題聲量及評價上遜於男二，甚至被觀眾戲稱為拿錯劇本；12月，與韓志旼二度合作主演韓版翻拍電影《喬瑟與老虎、魚》，在片中飾演巧遇坐著輪椅的神秘女孩「喬瑟」的男大生英錫一角。
2021年4月，美國《富比士》雜誌公布2021年富比士30位30歲以下精英榜，亞洲版選出10個行業各30人最具影響力的領袖，南柱赫是韓國唯一進入菁英榜的男藝人。

### 2022–2024：再度走紅、爭議與入伍
2022年2月，與金泰梨搭檔出演tvN週末連續劇《二十五，二十一》，在劇中飾演因為1998年亞洲金融風暴，而在22歲到33歲間從破產的富二代逐漸成長為記者和主播的白易辰一角，再次進步的演技為角色注入了活力，成為繼《耀眼》後第二個人生角色，在海內外都獲得了不錯的評價與熱度而爆紅，南柱赫對此表示「想著怎樣才能讓自己變得更好，覺得腦袋都要炸了。以前習慣自己找答案，但隨著年紀增長學會求助周遭的人，經常與導演和同戲演員一起討論，確立演出方向。」因此演技才有所進步；10月，與李聖旻合作主演的電影《厄憶追兇》上映，在片中飾演幫助在朝鮮日治時期失去一切的八十歲老人計劃復仇的年輕人仁奎一角。
2022年6月爆出疑似校園霸凌事件，遭控參與校園暴力長達6年。
6月20日，一名男子出面自稱學生時期曾被南柱赫霸凌，透露當時包括南柱赫在內的一群小混混，約有15人左右的團體，經常在用餐時間故意推開他插隊、叫他跑腿買麵包，甚至辱罵、毆打，對此，經紀公司作出否認，並表示確認後此事純屬造謠，並將採取法律措施作出提告，韓媒《Dispatch》也訪問同學和老師，他們皆作證絕無此事，高中時期兩位導師出面願意為南柱赫在校的良好品格作證。此案判決結果在2024年3月28日，由高陽地方法院判出：「匿名爆料者以誹謗南柱赫為目的，致電記者並提供假消息，而記者將有關南柱赫的文章刊登，損害了南柱赫的名譽，因此將開罰匿名爆料者和記者各韓圜700萬元。」，爆料者也表示一開始就是指南柱赫的朋友們，而非指南柱赫本人，證實了南柱赫並沒有參與霸凌事件。
2022年4月至2023年3月《非法正義》拍攝結束後，南柱赫隨即於3月20日入伍，在經過約五週的軍事訓練後，於陸軍首都防衛司令部軍事警察機動隊服役。2023年10月6日至10日，南柱赫在雞龍台舉行的韓國陸軍慶典中擔任主持。
2023年11月，已滿28歲的南柱赫入伍前拍攝最後一部的作品Disney+原創韓劇《非法正義》播出，在劇中顛覆以往形象，出演同時身為正義感十足的警大菁英及一個懲罰犯罪者的暗黑英雄金智勇一角。
2024年9月19日，南柱赫服完陸軍為期18個月的兵役退伍。
2024年12月，確定與盧允瑞搭檔出演Netflix原創影集《東宮》，在劇中飾演擁有以刀斬殺鬼魂的能力，並能穿梭陰陽兩界的能力者具天一角，是南柱赫在退伍後的首部作品。

## 影視作品

### 電視劇
| 年份 | 電視台  | 劇名                       | 角色                | 性質   |
| 2014 | tvN     | 《剩餘公主》               | BIG（朴大發）       | 男配角 |
| 2015 | KBS     | 《Who Are You－學校2015》  | 韓以安              | 男主角 |
| 2015 | MBC     | 《華麗的誘惑》             | 陳亨宇 （青年時期） | 客串   |
| 2016 | tvN     | 《奶酪陷阱》               | 權恩澤              | 男配角 |
| 2016 | SBS     | 《月之戀人－步步驚心：麗》 | 王伯牙              | 男配角 |
| 2016 | MBC     | 《舉重妖精金福珠》         | 鄭俊亨              | 男主角 |
| 2017 | tvN     | 《河伯的新娘 2017》        | 河伯                | 男主角 |
| 2019 | JTBC    | 《耀眼》                   | 李俊河／金尚賢      | 男主角 |
| 2020 | Netflix | 《非常校護檔案》           | 洪仁杓              | 男主角 |
| 2020 | tvN     | 《Start-Up：我的新創時代》 | 南道山              | 男主角 |
| 2022 | tvN     | 《二十五，二十一》         | 白易辰              | 男主角 |
| 2023 | Disney+ | 《非法正義》               | 金智勇              | 男主角 |
| 2026 | Netflix | 《東宮》                   | 具天                | 男主角 |

### 電影
| 年份 | 片名               | 角色   | 性質       |
| 2018 | 《安市城》         | 世武   | 第二男主角 |
| 2020 | 《喬瑟與老虎、魚》 | 李英錫 | 第一男主角 |
| 2022 | 《厄憶追兇》       | 仁奎   | 第二男主角 |

### 音樂錄影帶
| 年份           | 歌手       | 歌曲          |
| 2014年4月6日   | 樂童音樂家 | 《200%》      |
| 2014年5月1日   | 樂童音樂家 | 《Give Love》 |
| 2015年9月10日  | 康男       | 《Chocolate》 |
| 2018年12月15日 | 1415       | When It Snows |

## 綜藝節目

### 固定綜藝
| 日期                        | 電視節目                           | 備註                     |
| 2014年7月12日－2015年4月7日 | JTBC《我去上學啦》                 | Ep.1－39                 |
| 2016年7月1日－9月16日       | tvN《一日三餐》農村篇 第3季 高敞篇 | 與柳海真、車勝元、孫浩俊 |

## 音樂作品

### 電視原聲帶（OST）
| 年份 | 曲名 | 收錄專輯                     | 合唱藝人                                 |
| 2022 | With | 《二十五，二十一》OST Part.7 | 金泰梨、苞娜（宇宙少女）、崔顯旭、李宙明 |

## 雜誌寫真

### 個人寫真
| 年份 | 日期     | 寫真名稱                                         | 備註               |
| 2015 | 11月17日 | STAGE VOLUME NO.1 [ONE SUMMER WITH NAM JOO HYUK] | 韓國YG娛樂出版     |
| 2018 | 2月22日  | NAM JOO HYUK [25]                                | 韓國YG娛樂出版     |
| 2019 | 3月14日  | 南柱赫寫真集：YOUTH                              | 日本Wani Books出版 |

## 見面會
- 南柱赫首場粉絲見面會《Nam Ju Hyuk 1st Fan meeting In Hong Kong》

| 日期         | 見面會站次 | 舉行地點            |
| 2015年7月8日 | 香港站     | 上水廣場二樓展覽場A |

- 南柱赫辦首場中國粉絲見面會《Nam Ju Hyuk 1st China Fan meeting》

| 日期           | 見面會站次 | 舉行地點             |
| 2015年10月18日 | 廣州站     | 廣州白雲國際會議中心 |
| 2015年10月24日 | 上海站     | 上海 Plus Space      |
| 2015年11月7日  | 北京站     | 北京 751D.PARK       |

- 南柱赫首場韓國單獨粉絲見面會《Nam Ju Hyuk Private Stage Some Day》

| 日期          | 見面會站次 | 舉行地點     |
| 2017年2月26日 | 首爾站     | 梨花女子大學 |

- 南柱赫亞洲巡迴見面會《Nam Ju Hyuk PRIVATE STAGE》

| 日期           | 見面會站次 | 舉行地點         |
| 2017年9月16日  | 曼谷站     | MCC Hall         |
| 2017年9月23日  | 馬尼拉站   | Kia Theatre      |
| 2017年10月8日  | 臺北站     | 臺北國際會議中心 |
| 2017年10月21日 | 吉隆坡站   | STARXPO CENTRE   |

- 南柱赫粉絲見面會《Nam Ju Hyuk  Fan meeting <Current>》

| 日期          | 見面會站次 | 舉行地點            |
| 2018年12月1日 | 首爾站     | 尚明藝術中心 階梯廳 |
| 2019年2月24日 | 香港站     | 九龍灣國際展貿中心  |
| 2019年3月2日  | 曼谷站     | Ultra Arena Show DC |
| 2019年3月17日 | 大阪站     |                     |
| 2019年3月23日 | 马来西亚站 | KLCC Plenary Hall   |
| 2019年3月30日 | 臺北站     | Legacy Max          |

## 獎項與提名
| 年份 | 頒獎典禮                   | 獎項                       | 作品                       | 結果 |
| 2013 | 9Elite Young Model Contest | 男子模特部門               | 不適用                     | 獲獎 |
| 2014 | 第三屆CFDK Awards          | 年度最佳時裝模特獎男子部門 | 不適用                     | 獲獎 |
| 2015 | 第四屆APAN Star Awards     | 男子新人賞                 | 《Who Are You－學校2015》  | 獲獎 |
| 2015 | 第29屆 KBS演技大賞         | 人氣賞                     | 《Who Are You－學校2015》  | 獲獎 |
| 2015 | 第29屆 KBS演技大賞         | 男子新人獎                 | 《Who Are You－學校2015》  | 提名 |
| 2015 | 第29屆 KBS演技大賞         | 網络男子人氣獎             | 《Who Are You－學校2015》  | 提名 |
| 2015 | 第29屆 KBS演技大賞         | 最佳情侶獎 (與金所泫)      | 《Who Are You－學校2015》  | 提名 |
| 2015 | 第42屆 MBC演技大賞         | 特別企劃部門 男子新人賞    | 《華麗的誘惑》             | 提名 |
| 2016 | 第43屆 MBC演技大賞         | 男子新人賞                 | 《舉重妖精金福珠》         | 獲獎 |
| 2016 | 第43屆 MBC演技大賞         | 迷你劇部門 男子優秀演技獎  | 《舉重妖精金福珠》         | 提名 |
| 2016 | 第43屆 MBC演技大賞         | 最佳情侶獎 (與李聖經)      | 《舉重妖精金福珠》         | 提名 |
| 2017 | 第五屆DramaFever Awards    | 新秀獎                     | 《奶酪陷阱》               | 獲獎 |
| 2018 | 第38屆韓國電影評論家協會獎 | 男子新人獎                 | 《安市城》                 | 獲獎 |
| 2018 | 第2屆The Seoul Awards      | 電影部門最佳男新人獎       | 《安市城》                 | 獲獎 |
| 2018 | 第39届青龙電影奖           | 最佳男子新人獎             | 《安市城》                 | 獲獎 |
| 2019 | 第55屆百想藝術大獎         | 電影部門 男子新人演技獎    | 《安市城》                 | 提名 |
| 2019 | 第24屆春史電影獎           | 最佳男子新人獎             | 《安市城》                 | 提名 |
| 2019 | 第10屆年度電影獎           | 男子新人獎                 | 《安市城》                 | 獲獎 |
| 2019 | 第28屆釜日電影獎           | 最佳男新人獎               | 《安市城》                 | 提名 |
| 2019 | 第28屆釜日電影獎           | 人氣獎                     | 《安市城》                 | 提名 |
| 2019 | 第14屆首爾國際電視節       | 韓流男子演技賞             | 《耀眼》                   | 提名 |
| 2021 | 第7屆APAN Star Awards      | IDOL Champ人氣男演員獎     | 《Start-Up：我的新創時代》 | 提名 |
| 2021 | 第16屆首爾國際電視節       | 韓流男子演員獎             | 《Start-Up：我的新創時代》 | 提名 |
| 2022 | 第20屆韓國導演選擇獎       | 年度新人男演員獎           | 《喬瑟與老虎、魚》         | 提名 |

## 爭議

### 遭控校園霸凌
2022年6月20日，有自稱是受害者的網友爆料指南柱赫是校園欺凌的加害者，表示自己被南柱赫等15名校園霸王欺凌長達6年，在校時經常被挑釁、辱罵、當成跑腿，又常常被丟擲物品，或是故意惡作劇在他坐下時拉掉他的椅子而令他當眾出糗，每天都活在痛苦當中，心理蒙上陰影，需接受精神治療。其後南柱赫所屬的經紀公司「Management SOOP」作出否認，並表示在經過調查與事實確認後，確定南柱赫欺凌一事純屬造謠，並指爆料內容已對藝人造成傷害、損害名譽，故將對刊登報導的記者及匿名舉報者採取法律措施作出提控。7月5日，韓媒《Dispatch》報導訪問了南柱赫以前在校的十八名同學及兩名班主任的訪問內容，他們異口同聲指出「沒欺凌這回事」，否認曾出現校園暴力，並表示南柱赫為人積極向上、有正義感、非常善良及活潑。
2022年7月6日，韓媒《體育京鄉》報道，有另一名曾與南柱赫就讀同校高中的A女爆料，自稱是南柱赫的校園霸凌受害者之一，曾遭南柱赫等人言語性騷擾、貶低外貌及成績等的羞辱，並公開聊天群組對話記錄。又指控南柱赫曾偷竊他人手機玩付費遊戲，更把教室當成拳擊擂台，強迫同學對戰。其後南柱赫的經紀公司再次否認，表示會對所有爆料者作出提告。
2023年4月25日，有受害者向韓媒《體育京鄉》聲稱在爭議爆發後，南柱赫曾私下約他見面對談，但因雙方對求學時期的回憶已經相當模糊，所以立場分歧，因此最後無疾而終。4月26日，受害者方透過資深娛樂記者李鎮浩曝光一段比武的影片，表示南柱赫當時就在旁邊圍觀訕笑，不過由於影片畫質不佳，且未拍到南柱赫的臉，無法證實南柱赫是否在場，真相仍難以斷定。
2024年3月28日，Management SOOP先前曾向刊登新聞的記者和匿名爆料者以名譽毀損罪提告，高陽地方法院對此做出最後判決結果：「匿名爆料者以誹謗南柱赫為目的，致電記者並提供假消息，而記者將有關南柱赫的文章刊登，損害了南柱赫的名譽，因此將對匿名爆料者和記者開罰各韓圜700萬元。」。不過，匿名爆料者認為自己的原意遭曲解便決定上訴，律師也代為表示「匿名爆料者一開始就表明遭受的校園暴力並非指南柱赫，而是南柱赫的朋友們，這是明確的事實，並且有許多物證可以證實，將會在公審期間提出。」。

## 外部連結
- 南柱赫的Instagram帳戶
- 南柱赫的Facebook專頁
- 南柱赫的新浪微博
- NAVER人物
- Management SOOP官方網站 （页面存档备份，存于）（英文）
- YG STAGE官方網站 （页面存档备份，存于）
- 南柱赫的X（前Twitter）
- 南柱赫的IMDb專頁 （页面存档备份，存于）